# Edward John Trelawny

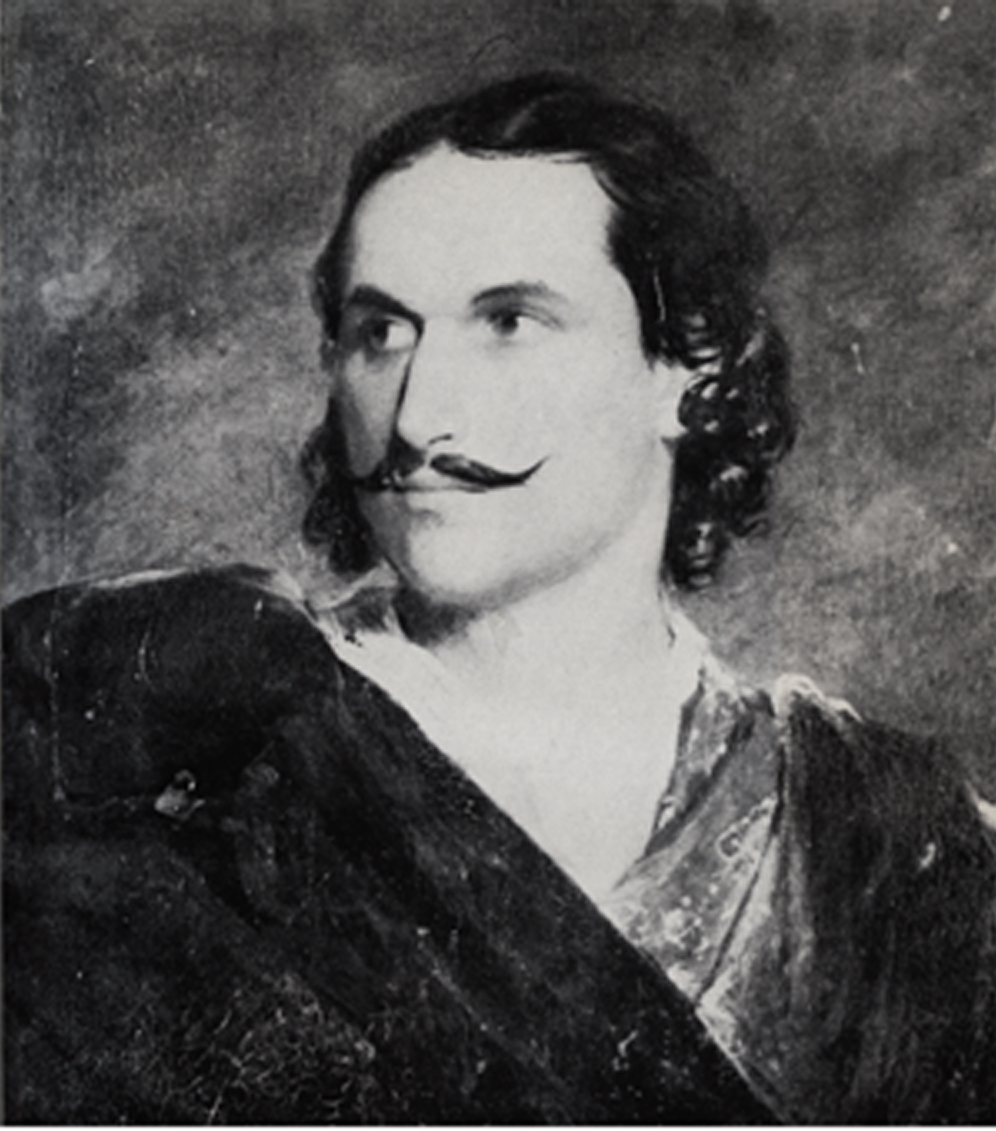
Edward John Trelawny.

Edward John Trelawny, född den 13 november 1792 i London, död den 13 augusti 1881 i Sompting, var en engelsk filhellen och skriftställare.
Trelawny ingick, elvaårig, vid marinen och upplevde många äventyr under det stora kriget. Åren 1821–1822 umgicks han i Italien med skalden Shelley, vars ödesdigra avsegling från Livorno han bevittnade, och sedermera lät Trelawny och Lord Byron bränna den omkomne vännens stoft. Trelawny deltog därefter i grekiska frihetskriget, under Odysseas Androutsos, vars syster han äktade. Han bosatte sig sedermera på ett lantgods i England. Trelawny författade den delvis självbiografiska berättelsen Adventures of a younger son (1831; svensk översättning "En yngre sons äfventyr", 1836 och 1911), en fängslande och i starka färger hållen skildring av äventyr på tropikernas hav, vilken påverkat bland andra Viktor Rydberg, samt Recollections of the last days of Shelley and Byron (1858; ny bearbetning under titeln Records of Shelley, Byron and the author, 2 band, 1878) med mera. Hans Letters utkom 1910.